# Graphina anguina
Graphina anguina är en lavart som först beskrevs av Jean François Montagne, och fick sitt nu gällande namn av Johannes Müller Argoviensis. Graphina anguina ingår i släktet Graphina och familjen Graphidaceae.   Inga underarter finns listade i Catalogue of Life.

## Källor

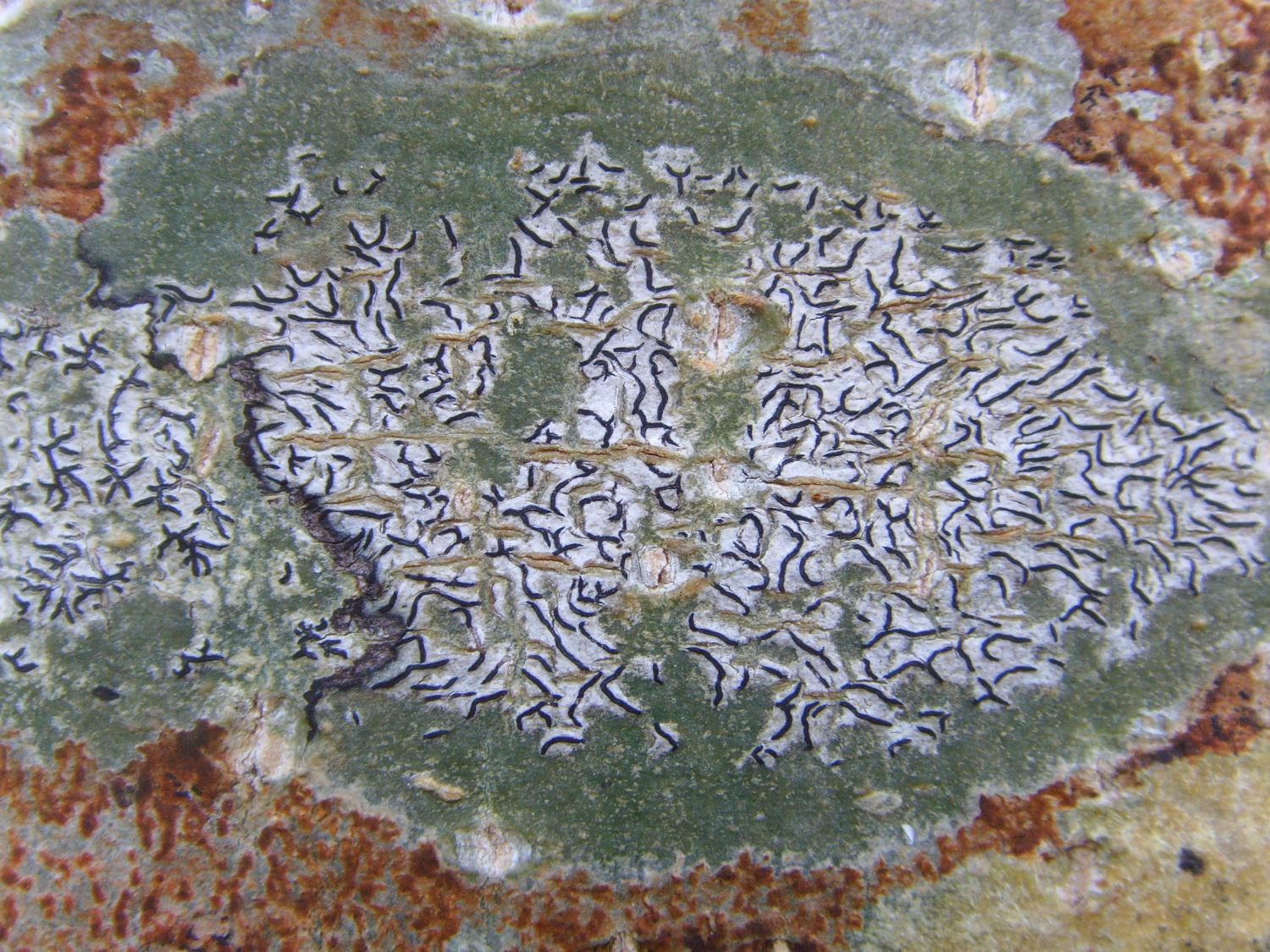